# Icaricia shasta
Espèce
Icaricia shasta est une espèce nord-américaine de lépidoptères de la famille des Lycaenidae et de la sous-famille des Polyommatinae.

## Répartition et habitat
Icaricia shasta est présent dans la moitié ouest de l'Amérique du Nord, sur une aire s'étendant de l'Alberta au Dakota du Nord, à la Californie et au Colorado, principalement dans des zones montagneuses.
L'espèce fréquente notamment les prairies d'altitudes et les pentes rocheuses.

## Systématique
L'espèce Icaricia shasta a été décrite en 1862 par l'entomologiste américain William Henry Edwards, sous le nom initial de Lycaena shasta.
Synonymes :
- Lycaena shasta Edwards, 1862 — protonyme
- Plebejus shasta (Edwards, 1862)
- Aricia shasta (Edwards, 1862)

### Sous-espèces
Plusieurs sous-espèces ont été décrites :
- Icaricia shasta charlestonensis (Austin, 1980)
- Icaricia shasta calchas (Behr, 1867)
- Icaricia shasta minnehaha (Scudder, 1875)
- Icaricia shasta pallidissima Austin, 1998
- Icaricia shasta pitkinensis (Ferris, 1976)
- Icaricia shasta platazul (Scott, 2006)
- Icaricia shasta shasta (Edwards, 1862)